# Jocoaitique
Jocoaitique es un distrito salvadoreño en el municipio de Morazán Norte, departamento de Morazán, El Salvador. De acuerdo al censo oficial de 2024, tiene una población de 4.253 habitantes.

## Historia
La población de este lugar es de origen Lenca. A inicios del siglo XVIII había en el sitio unos 50 habitantes; y en 1786 el poblado perteneció al Partido de Gotera. Después de formar parte del departamento de San Miguel, pasó a la circunscripción de Morazán en 1873. En el 9 de julio de 1886, el gobierno provisional del general Francisco Menéndez acordó fundar una escuela de niñas en la población, cuya dotación inicial era de 15 pesos mensuales. En 1896 la cabecera obtuvo el título de «villa» y en 1955 el de «ciudad». Como otros municipios del norte del departamento, fue abandonado por sus habitantes debido a la guerra civil del país, siendo repoblado en los años posteriores.

## Información general
El distrito cubre un área de 51,85 km² y la cabecera tiene una altitud de 680 m s. n. m. El topónimo Lenca salvadoreño Jocoaitique significa «Cerro en el Pueblo del Fuego». Las fiestas patronales se celebran el mes de marzo en honor a San José.